# وقت (رواية)
وقت هي رواية للكاتب الفلسطيني جمال ناجي. صدرت لأول مرة عام 1984، تصوّر الرواية تفاصيل الحياة اليومية للفلسطينين في المخيمات بعد النكبة. نالت الرواية جائزة أفضل كتاب للعام 1985.

## زمن ومكان الرواية
تتناول الرواية حياة الشعب الفلسطيني في مخيمات اللجوء فترة الخمسينات والستينات من القرن الماضي.

## حول الرواية
يبدأ ناجي الرواية بإهداء ويقول فيه إلى جمعة . ن، وإذ تتدثر الأشياء أردية الظلام والسكون، تكف شماريخ الطيور عن تحليقها في فلوات الفضاء، لكنها تظل متيقظة بانتظار فجر آخر لا بد آت. تظهر في الرواية شخصية منير الكسار الذي يروي تفاصيل حياته منذ الطفولة وحتى الشباب، والتحولات التي عصفت بحياته وبحارته التحتا. يتحكم منير برواية قصته وهذا ما يظهر في صراعاته الداخلية مع نفسه، وتمرده على الواقع الذي يعيشه، فيروي الأحداث المشرقة ويسوّد المظلم منها في إشارة من الكاتب على صمود الشعب الفلسطيني على الرغم من الشتات الذي يعيشه.